# 柯氏假鰓鱂
柯氏假鰓鱂，為輻鰭魚綱鯉齒目鰕鱂亞目鰕鱂科的其中一種，被IUCN列為易危保育類動物，為熱帶淡水魚，分布於非洲馬拉威湖南部及奇爾瓦湖流域，雄魚具淺藍色鱗片，鱗框呈紅棕色，身體上形成網狀圖案，尾鰭紅色，邊緣呈橘紅色，尾柄的後半部呈紅色，臀鰭呈紅色，有淺藍色條紋，體長可達5公分，棲息在臨時的水塘、沼澤底中層水域，生活習性不明，可作為觀賞魚。

## 擴展閱讀
維基物種上的相關：柯氏假鰓鱂
1. ↑  Nagy, B.; Watters, B.; Tweddle, D. . The IUCN Red List of Threatened Species. 2018, 2018: e.T135618361A47245332  [17 November 2021]. doi:10.2305/IUCN.UK.2018-2.RLTS.T135618361A47245332.en .